# Dečno selo
Dečno selo je naselje v Občini Brežice.

## Prebivalstvo
Etnična sestava 1991:
- Slovenci: 287 (97,6 %)
- Hrvati: 2
- Neznano: 5 (1,7 %)